# Kromatid

Delar av en kromosom:
(1) Kromatid
(2) Centromer
(3) Kort arm
(4) Lång arm

Kromatider kallas de båda identiska delarna av en fördubblad kromosom som under celldelningen bildats då DNA:et i kromosomerna kopierat sig. Kromatiderna sitter i celldelningens första faser ihop med en centromer innan de två kromatiderna förs till var sin sida av cellen i celldelningens anafas.